# Eriogonum mortonianum
Eriogonum mortonianum är en slideväxtart som beskrevs av James Lauritz Reveal. Eriogonum mortonianum ingår i släktet Eriogonum och familjen slideväxter. Inga underarter finns listade i Catalogue of Life.